# کانمارو شیراتوری
کانمارو شیراتوری (انگلیسی: Kanemaru Shiratori؛ زادهٔ ۳ فوریهٔ ۱۹۴۲) بوکسور اهل ژاپن بود.